# 十代 恵子の場合
『十代 恵子の場合』（じゅうだいけいこのばあい）は、1979年公開の日本映画。森下愛子主演、内藤誠監督。東映セントラルフィルム製作、東映配給。

## 概要
撮影当時20歳の森下愛子初主演映画。当時社会問題化していた少女非行の実態をドキュメンタリータッチで描く異色作。
映画公開時の文献に「刑務所入りを志願、殺人を犯した17才の少女（大阪）―。」と書かれた文献があるため、後述するパンフレットの内容が実話を基にしたものと考えられる。また1978年10月の文献に「実録映画」と書かれているものがある。

## ストーリー
大学入試を目前に控えた女子高生・恵子は、家庭内の不和、学校の成績至上主義の圧迫感から不良グループの誘いに乗って、スナックやディスコで遊び始める。やがて、家出、飲酒、マリファナ、暴力団員と交際しレイプされ初体験。妊娠、中絶を経て売春。ソープランドで働くようになった恵子は麻薬に溺れ、禁断症状に苦しむ薬物依存症に陥る。

## キャスト
- 高野恵子：森下愛子
- 鉄：三浦洋一
- 杉山次郎：風間杜夫
- 高野恒雄：水野哲
- トミー：深見博
- 山の手のお竜：吉岡ひとみ
- 石黒：成瀬正
- 古本屋のオヤジ：殿山泰司
- 高野富雄：玉川伊佐男
- しのぶ：絵沢萠子
- 幹部：今井健二

## スタッフ
- 監督：内藤誠
- 企画：黒澤満、向江寛城
- 脚本：内藤誠
- 撮影：鈴木史郎
- 美術：西田洋介
- 音楽：杉田一夫
- 編集：田中修
- 助監督：大野裕司

## 製作

### 企画
企画、及びタイトル命名は、当時の東映社長・岡田茂。東京都民生局1978年5月発行の少女非行防止キャンペーンPR冊子に掲載された「十代 京子の場合」というタイトルのショートストーリーを岡田が読んで気に入り、「このタイトルで脚本を書いてお前が低予算で作れ」と内藤誠に命じた。「十代 京子の場合」の内容は一人の高校生が、家庭の不和、受験勉強の疲れなどからグレて、乱_パーティに参加したり、売_をやったり、やがてト_コ嬢に転落して行く過程をイラスト入りで描いたもので、お役所の出版物らしからぬ大胆な内容が話題を呼んだ。内藤の東映時代の監督作品の題名は全て岡田の命名だという。岡田が撮影中のセットに現れ「おい内藤、おまえのためにいい題名考えてやったぞ、と言われるたびに恐怖を感じた」と話している。しかし興行のために岡田が奮闘努力していることを皆分かっているから出演者も誰一人文句を言わなかったという。
都民生局は「興味本位で映画にされては困る」と東映の打診をハネつけたが、噛みついたら離さないスッポン商法で鳴らす岡田は「『十代』というタイトルだけ使わせてくれ」と『十代 恵子の場合』にタイトルを変更し、「タイトルは似ていても、内容は全部フィクションだから問題ない」などとしつこく食い下がり、映画化を強引に進めた、都民生局は「映像化されると刺激が強くなる」と映画化を最後まで承知しなかったといわれる。映画関係者から「東映商法は酷い」などと批判された。

### キャスティング
平凡な少女が、家庭内のいざこざ、学業至上主義の学校などの圧迫感から不良グループに接近。家出、飲酒、マリファナ、暴力による初体験、妊娠、中絶を経て、ヒモに操られての売春、麻薬とひたすら転落していくプロセスを生々しく再現する。当時は少女非行が社会問題化していた。当初ヒロインには、素行不良を理由にホリプロをクビになった西村まゆ子にオファーした。東映サイドは「教育的映画を作るつもりです。子供よりも、世の親たちに、ぜひとも見て頂きたい」などと意気軒昂であった。当時西村は例の事件で一旦故郷の熊本に帰っていたが、再び上京して兄と同居し、堀越高校に通っていた。西村本人は芸能界への復帰に意欲があり、映画出演に乗り気だったとされるが、内容からしてヌードが要求される可能性が高く、素行不良のレッテルを貼られた上、東映の非行を題材にした実録映画の主演ではますます悪いイメージが定着してしまうと、西村の父親や周囲が猛反対し、一応、学校の都合でと断った。代わって森下愛子が抜擢された。森下は映画について「別に驚くべき内容じゃない」と話し、森下自身の生い立ちもかなり複雑で、「学生時代も映画の内容に似た同級生が身近にいた」などと話した。ラストのナレーションにダブって流れる写真は、森下自身のプライベートな写真で構成されている。

### 撮影
製作費は企業の作品としては、これ以下では出来ないだろうというほどの低予算で、セットは組まずオールロケを敢行。越後湯沢温泉でも撮影した。またキャスティングは風間杜夫や殿山泰司など、内藤がテレビの仕事で付き合いがあった人たちに頼んだ。映画初主演の森下は、内藤が監督した東映スケバン映画最終作『地獄の天使 紅い爆音』（1977年）で映画デビューしていたため、今度は主演でやってくれと頼んだという。本作は内藤が東映で撮った最後のプログラムピクチャーで、撮影後東映を退社しフリーとなっている。

## 同時上映
『喧嘩道』
- 小田島章主演、小平裕監督

## 興業成績
封切り前に岡田東映社長が、映画ジャーナリストに「みんな批評の対象にしないが、意外に来るのが『喧嘩道』『十代 恵子の場合』だね。ボクは予言しておく。こういう二本立てに一番感度が早いのは真剣な館主です。プリントを焼増ししてくれと殺到している。まだダメだ、セーブしろと言っているところだ」などとぶった。岡田ラッパに乗せられてジャーナリストが映画館に行ったらもうやってなく、上映は三週間の予定だったが、一週間で打ち切って旧作二本立てに切替えた劇場が多く、実際は大コケだった。またハナから興行は危ないと判断した館主の中には、『喧嘩道』『十代 恵子の場合』を掛けず、事前に『悪魔が来りて笛を吹く』の続映を決定していた劇場もあった。岡田社長の予想は「セーブさせたあたりはヨミが深い？」と感心させた。